# Protodipseudopsis congolana
Protodipseudopsis congolana är en nattsländeart som beskrevs av Navás 1930. Protodipseudopsis congolana ingår i släktet Protodipseudopsis och familjen Dipseudopsidae. Inga underarter finns listade i Catalogue of Life.